# بختيار (نظر أباد)
بختيار هي قرية في مقاطعة نظر أباد، إيران. عدد سكان هذه القرية هو 3,064 في سنة 2006.